# خوزه رامون گویزادو
خوزه رامون گویزادو (انگلیسی: José Ramón Guizado؛ زاده ۱۳ اوت ۱۸۹۹ – درگذشته ۲ نوامبر ۱۹۶۵) سیاست‌مدار اهل پاناما بود. وی از ۲ ژانویه ۱۹۵۵ تا ۲۹ مارس ۱۹۵۵ رئیس‌جمهور پاناما بود.
خوزه رامون گویزادو در ۲ نوامبر ۱۹۶۵، در سن ۶۶ سالگی درگذشت.